# Naphtholbenzein
Naphtholbenzein (Aussprache [nafˈtoːlbɛnt͡se.iːn]) ist ein Säure-Base-Indikator aus der Gruppe der Triphenylmethanfarbstoffe. Im wässrigen Milieu schlägt Naphtholbenzein bei einem pH-Wert zwischen 8,0 und 9,6 von gelbbraun nach grün bis türkis um.

## Eigenschaften
Naphtholbenzein bildet eine farblose Carbinolform, die unter Wasserabspaltung in eine gelbe Chinonform übergeht. Diese Chinonform kann im sauren Bereich protoniert werden, wobei sich die Farbe nach Grün ändert. Dieses protonierte chinoide System ist mesomeriestabilisiert und liegt daher im sauren Bereich bevorzugt vor.
| pH < 8      | pH > 8    |
| ----------- | --------- |
|             |           |
| grün-türkis | gelbbraun |

## Verwendung
Naphtholbenzein wird als Säure-Base-Indikator bei der wasserfreien Titration eingesetzt. Der Umschlagpunkt des Naphtholbenzeins ist schärfer und deutlicher erkennbar als der des ebenfalls verwendeten Kristallvioletts. Hierzu wird eine 0,2- bis 1-prozentige Lösung des Indikators in Eisessig eingesetzt. Für den Einsatz im wässrigen Milieu wird der Indikator üblicherweise in Isopropanol gelöst.